# Rivera Cobica
La rivera Cobica es un río del sur de España de la vertiente atlántica de Andalucía que discurre en su totalidad por el territorio del oeste de la provincia de Huelva. 

## Curso
Nace en el pequeño embalse del Lagunazo, donden convergen varios arroyos como los de la Culebra y el Escarabajo, cerca del límite de los términos municipales de Tharsis y Puebla de Guzmán. Realiza un recorrido de unos 60 km, primero en dirección soreste-noroeste y después en sentido noroeste-sureste hasta su desembocadura en el embalse del Ándevalo, que a su vez desagua en el embalse del Chanza. 
En el embalse del Andévalo es donde recibe a dos de sus principales afluentes: la rivera de Malagón y la rivera de la Viguera.